# Roman Statkowski
Roman Statkowski (* 24. Dezember 1859 in Kalisz/Szczypiorno; † 12. November 1925 in Warschau) war ein polnischer Komponist und Musikpädagoge.

## Leben
Statkowski studierte zunächst Jura an der Universität Warschau, denn Komposition bei Władysław Żeleński am Warschauer Musikinstitut. Er setzte seine Ausbildung am Konservatorium Sankt Petersburg bei Nikolai Solowjow und Nikolai Rimski-Korsakow fort. 1890 erhielt er dort das Diplom in den Fächern Komposition und Instrumentation mit Goldmedaille.
Beim internationalen Kompositionswettbewerb von London gewann er den ersten Preis mit der Oper Filenis (nach dem Drama von Hermann Erler), im Folgejahr mit der Oper Maria (nach einer Dichtung von Antoni Malczewski) den ersten Preis beim internationalen Kompositionswettbewerb in Warschau.
Seit 1904 wirkte er als Professor am Warschauer Musikinstitut, zunächst als Lehrer für Musikästhetik und -geschichte, nach Zygmunt Noskowskis Tod 1909 auch für Komposition. Zu seinen Schülern zählten u. a. Jerzy Lefeld, Jan Adam Maklakiewicz, Feliks Wrobel, Piotr Perkowski, Michał Kondracki, Kazimierz Wiłkomirski und Bolesław Szabelski.

## Werke
- Trois mazurkas für Klavier
- Deux valses für Klavier
- Alla Cracovienne D-dur für Violine und Klavier
- Trois mazurkas für Violine und Klavier
- Trois piècettes polonaises für Klavier
- Kwartet smyczkowy nr 1 F-dur
- Trois morceaux für Klavier
- Kwartet smyczkowy nr 2 f-moll
- Kwartet smyczkowy nr 3 D-dur
- Chansons libres für Klavier
- Six pièces op.16 für Klavier
- Trois pièces für Violine und Klavier
- Quatre idylles für Klavier
- Immortelles für Klavier
- Polonez B-dur für Orchester
- Par une nuit de printemps für Klavier
- Polonica "Oberki" für Klavier
- Polonica "Krakowiaki" für Klavier
- Polonica "Mazurki" für Klavier
- Fantazja symfoniczna d-moll für Orchester
- Pièces caractéristiques für Klavier
- Deux feuilles d'album für Violine und Klavier
- Toccata A-dur für Klavier
- Deux pièces für Violine und Klavier
- Six préludes für Klavier
- Kwartet smyczkowy nr 4 Es-dur
- Kwartet smyczkowy nr 5 e-moll
- Kwartet smyczkowy nr 6 e-moll
- Dumka a-moll für Violine und Klavier
- Der schwarze Reiter, Ballade
- Filenis, Oper in drei Akten, 1897
- Maria, Oper in drei Akten, 1903–04

## Diskografie
- 2005: Piano Works vol. 1 - Acte Préalable AP0126
- 2008: Piano Works vol. 2 - Acte Préalable AP0176